# Contraffazione dei beni di consumo

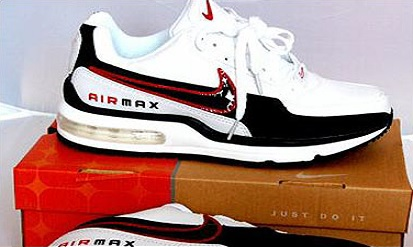
Scarpe sportive contraffatte.

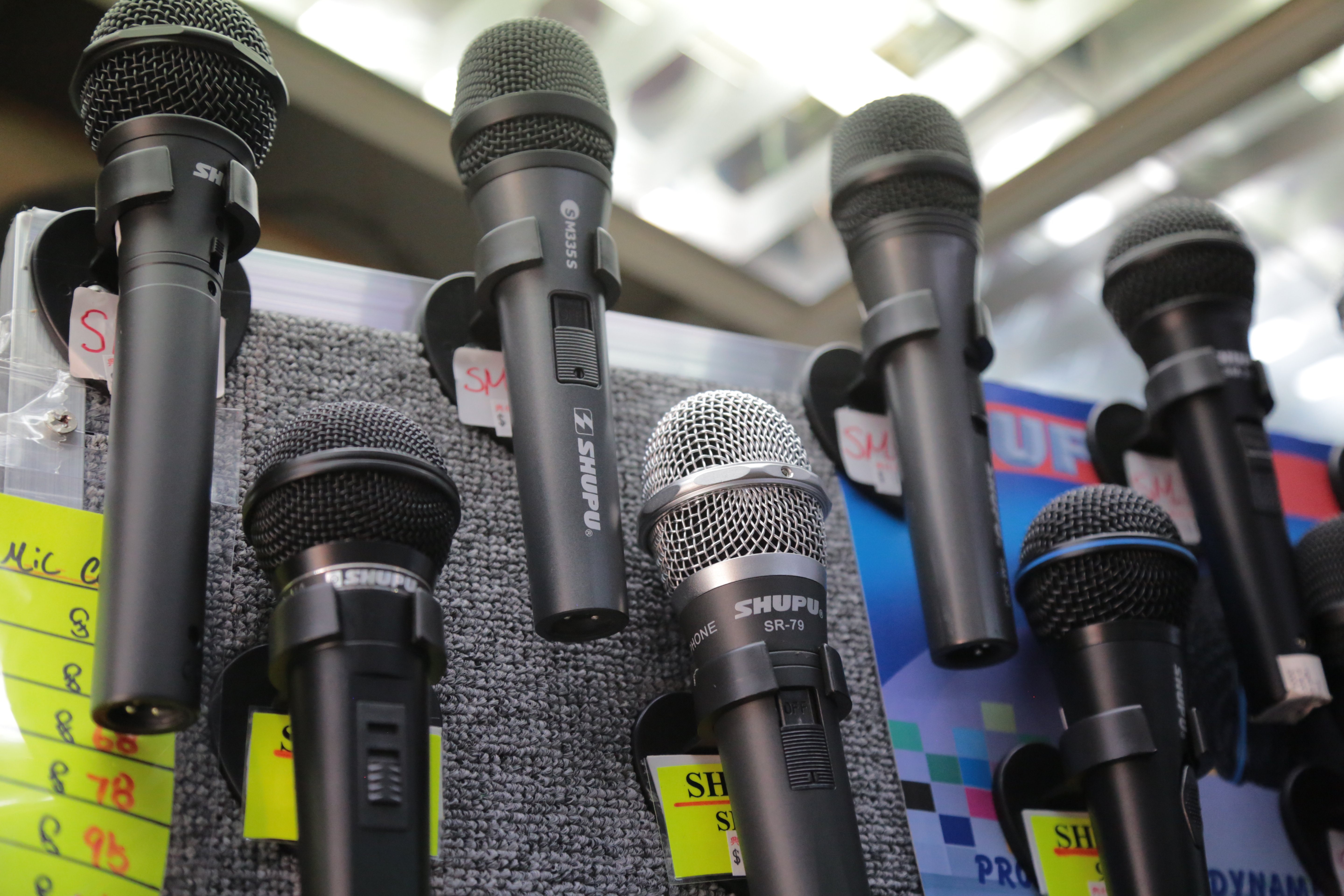
Microfoni Shure ("Shupu") contraffatti.

I beni di consumo contraffatti sono quei prodotti, spesso di qualità inferiore, fabbricati, commercializzati o venduti con il marchio di un'altra azienda senza la sua autorizzazione. I venditori di questi beni rischiano di infrangere le leggi sul marchio registrato, brevetto o sul copyright del proprietario del marchio.
In inglese, il termine knockoff viene spesso utilizzato come sinonimo di "contraffatto", sebbene i soli significati legali siano diversi: "knockoff" è un termine colloquiale che descrive quei prodotti che cercano di copiare o imitare l'aspetto esteriore di un originale fatta eccezione del logo o del marchio.
Questi prodotti diventano illegali quando sono venduti per confondere i consumatori. Una persona può essere considerata un contraffattore anche se non produce prodotti falsi ma si limita alla loro vendita conoscendo la loro natura illegale. Molto spesso vengono chiamati anche prodotti piratati quelli venduti come copie non autorizzate di prodotti protetti dal diritto d'autore, come ad esempio CD musicali, film e software. Le definizioni esatte sono determinate in base alle leggi dei vari paesi, che variano notevolmente da quelle più restrittive presenti nell'area occidentale, a quelle permissive quando non incoraggiate nelle altre zone.

## Tipologie di contraffazione

### Descrizione generale

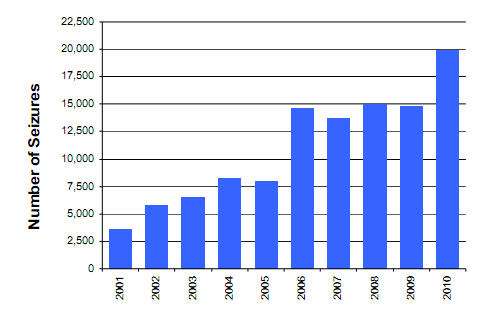
Crescita della contraffazione negli Stati Uniti.

Secondo la OECD, i prodotti contraffatti sono quelli che imitano molto fedelmente l'aspetto di un altro prodotto per frodare i consumatori, o che vengono prodotti e distribuiti senza l'autorizzazione del detentore della proprietà intellettuale. I contraffattori copiano i marchi riconosciuti per la loro qualità e che guadagnano bene sul mercato.
In molti casi, il termine "contraffare" indica ogni questione che riguarda la copia della confezione, dell'etichetta o di ogni altra caratteristica di un prodotto.
Le industrie che sono soggette a contraffazione sono attive nel campo informatico, musicale, cinematografico, beni di lusso e vestiti, tute sportive, profumi, giocattoli, componenti per aerei, ricambi e accessori per auto e farmaci.
Dato che sono prodotti illegalmente, non viene data importanza agli standard di sicurezza: i contraffattori utilizzano materiali economici, pericolosi e illegali o altri mezzi per ridurre i costi, creando così prodotti pericolosi per la salute e per l'ambiente.

### Abiti e accessori

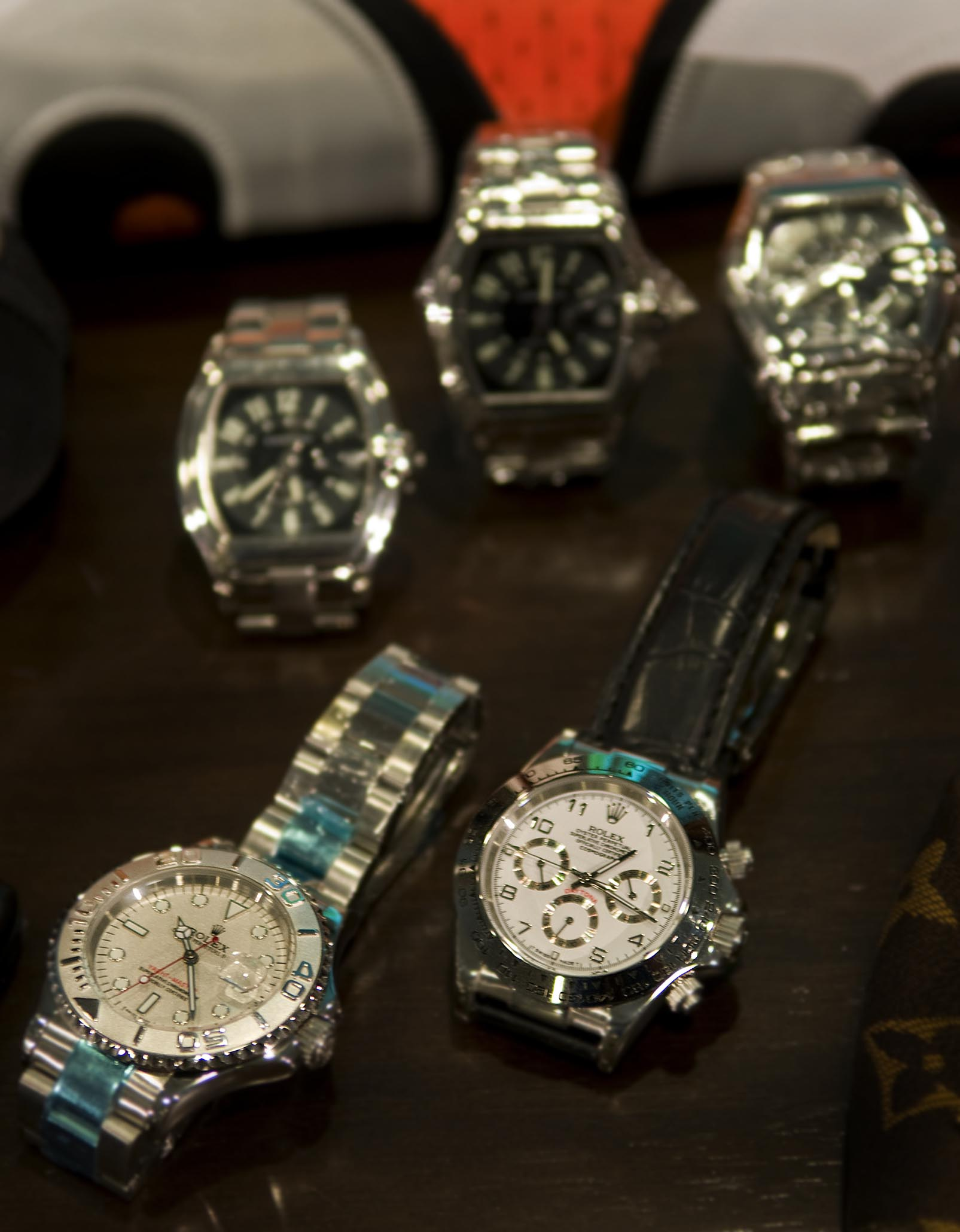
Orologi Rolex contraffatti.

I marchi Ray-Ban, Rolex, e Louis Vuitton sono tra quelli più copiati al mondo, dopo la Nike secondo l'OCSE. I vestiti, scarpe e borse contraffatti sono prodotti in diverse qualità e con intenti diversi: spesso sono venduti con lo scopo di ingannare il consumatore in cerca di prodotti griffati, mentre alcuni produttori cercano di imitare anche nei dettagli un prodotto di moda. Altri produttori ritengono invece che il cliente non pensa alla qualità intrinseca ma cerca soltanto alternative poco costose. La maggior parte delle fabbriche di vestiti contraffatti sorge nei paesi in via di sviluppo, e in una percentuale tra l'85% e il 95% di tutte le contraffazioni proviene dalla Cina: i turisti in visita nella capitale Pechino, possono trovare un'ampia selezione di vestiti di marca contraffatti nella Silk Street. 
Gli orologi da polso di lusso sono spesso soggetti alla contraffazione e in paesi come la Thailandia, Vietnam e le Filippine, si possono comprare degli orologi falsi, identici agli originali con meccaniche automatiche ma di scarsa qualità, a un prezzo inferiore ai 20 dollari, al contrario di quelli originali venduti a un prezzo superiore ai 100. Tuttavia, alcune meccaniche e materiali dei falsi sono di una qualità accettabile e potrebbero durare per molti anni, ciò in conseguenza dell'aumento della competizione nella comunità dei contraffattori. Alcuni falsari hanno incominciato a produrre i loro prodotti nella stessa fabbrica di quelli autentici e i falsi di questo tipo vengono chiamati colloquialmente Yuandan. Questi beni sono realizzati illegalmente con scarti di lavorazione e materiali di seconda mano delle produzioni originali e venduti al mercato nero.
La Thailandia ha aperto un museo della contraffazione con più di 4 000 oggetti, in 14 differenti categorie, che violano brevetti, marchi registrati o copyright. Il museo più antico è situato a Parigi ed è noto come Musée de la Contrefaçon.

### Elettronica

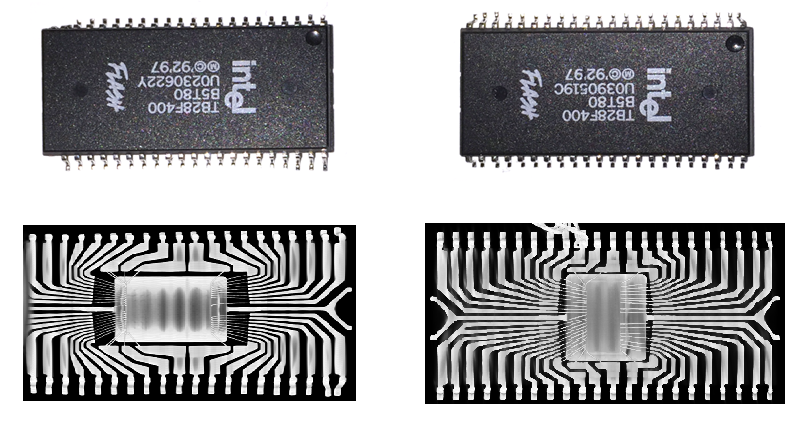
Una memoria flash IC originale (a destra) e la sua replica contraffatta (a sinistra). Sebbene le confezioni dei due IC siano le stesse, un'immagine a raggi X dimostra che la struttura interna di quello falso è differente.

Le componenti elettroniche contraffatte si sono diffuse negli ultimi anni e includono circuiti integrati, relè, disgiuntori, fusibili, salvavita, cablatura e connettori. Il valore stimato delle componenti elettroniche contraffatte è di circa il 2% delle vendite mondiali o di 460 miliardi $ nel 2011. I dispositivi contraffatti sono realizzati tramite l'ingegneria inversa degli originali per produrre una copia identica e funzionante capace di passare i test fisici ed elettrici. Gli incidenti provocati da questi dispositivi falsi hanno portato il Dipartimento della difesa americano e la NASA a realizzare programmi per identificare le parti finte e prevenire il loro ingresso nella catena di distribuzione. 
Queste componenti contraffatte mettono in grave pericolo numerosi settori dell'economia, minando la sicurezza e l'affidabilità di sistemi finanziari critici e portando a grosse perdite nelle compagnie. Possono anche portare maggiori rischi per la salute e la sicurezza, ad esempio causando l'arresto di un pacemaker, il malfunzionamento del sistema di anti-bloccaggio di un'automobile, o l'esplosione della batteria di un cellulare.
Nei primi anni duemiladieci, gli smartphone e tablet provenienti da Vietnam, China, Corea del Sud e Thailandia, sono diventati popolari nel Sud-est asiatico e in India. Quasi la maggior parte degli smartphone e tablet utilizzano un System-on-a-chip (come quelli della MediaTek) piuttosto che componenti originali e proprietarie. Possono essere trovati facilmente in alcuni siti online, nei mercati notturni (in alcuni stati) e della strada. L'imballaggio, il marchio e le caratteristiche possono differire molto dall'originale.

### Media
Compact Disc, videocassette e DVD, software possono essere contraffatti e venduti nei mercati di strada, notturni, per corrispondenza o nei numerosi siti di commercio online o di aste come eBay, oltretutto possono essere inscatolati in una confezione abbastanza fedele da sembrare quella originale. Gli amanti della musica utilizzano il termine "bootleg" per differenziare le registrazioni altrimenti introvabili di copie contraffatte del materiale originale commercializzato.

### Farmaci

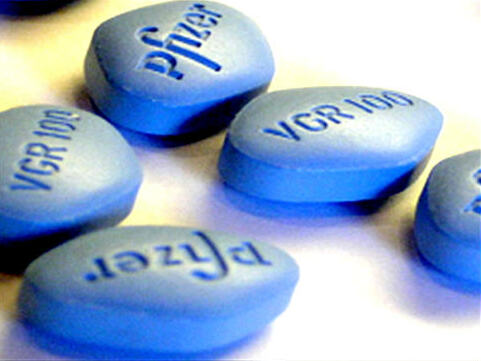
Pillole di Viagra contraffatte.

L'AIFA, definisce un farmaco contraffatto come:
"un farmaco la cui etichettatura è stata deliberatamente e fraudolentemente preparata con informazioni ingannevoli circa il contenuto o l’origine del prodotto. La contraffazione colpisce tanto i farmaci di marca che quelli generici e un farmaco contraffatto può contenere le sostanze attese, sostanze diverse da quelle attese, nessuna sostanza attiva quantità insufficienti di sostanza attiva o può essere contenuto in una confezione contraffatta".
Secondo l'FBI, la contraffazione dei prodotti farmaceutici vale sul mercato globale circa 600 miliardi di $ e può essere considerato come "il crimine del ventunesimo secolo" e l'agenzia aggiunge che "pone delle significanti conseguenze di salute ed economiche avverse per i cittadini e le aziende". L'Organizzazione mondiale della sanità (WHO) stima che più del 30% dei farmaci venduti nei paesi in via di sviluppo sono falsi, affermando che "chiunque, in qualunque parte del mondo, può ritrovarsi con delle medicine apparentemente inscatolate nel modo giusto ma che non contengono gli ingredienti giusti e, nel peggiore dei casi, possono avere sostanze altamente tossiche”.
Gli esperti stimano che le medicine false uccidono circa 700 000 persone all'anno soprattutto nei paesi sottosviluppati. Secondo la rivista The Economist, tra il 15% e il 30% degli antibiotici venduti in Africa e nel Sud-est asiatico sono falsi mentre l'ONU stima che circa la metà dei farmaci antimalarici venduti in Africa — per un valore di 438 milioni di $ all'anno — è contraffatta.
La Pfizer ha trovato delle versioni false di almeno 20 dei suoi prodotti, come il Viagra e il Lipitor, all'interno delle legittime catene di distribuzione in almeno 44 paesi. Pfizer ha notato che circa il 20% degli europei ha ottenuto dei farmaci attraverso dei canali illeciti, per un mercato di quasi 13 miliardi di $. Altri esperti stimano il valore del mercato globale dei farmaci falsi tra i 75 e i 200 miliardi di $ all'anno.
Altri farmaci con prescrizione che hanno subito delle contraffazioni sono il Plavix, un antiaggregante piastrinico, la Zyprexa per la schizofrenia, il Casodex per trattare il carcinoma della prostata, il Tamiflu per l'influenza (inclusa quella suina), e l'Aricept, usato per curare l'Alzheimer.
L'Unione europea riporta che nel 2005 l'India era tra i maggior fornitori di farmaci contraffatti con il 75% dei casi globali, mentre l'Egitto contribuiva con per il 7% e la Cina per il 6%. Nel processo di produzione di questi falsi sono coinvolti "professionisti nel campo medico" come farmacisti corrotti e medici, organizzazioni criminali, compagnie farmaceutiche malintenzionate, ufficiali locali e nazionali corrotti e organizzazioni terroristiche.

### Alimenti
La frode alimentare è un crimine ben documentato che esiste da molti decenni in Europa e negli Stati Uniti ma che solo negli ultimi anni ha ricevuto particolare attenzione con la crescente paura del bioterrorismo, portando alla luce numerosi casi. Nel 2013, gli alimenti di solito classificati come adulterati o etichettati in modo errato dalla United States Pharmacopeia Convention erano: latte, olio d'oliva, miele, zafferano, pesce, caffè, succo di arancia e di mela, pepe nero e tè.

#### Europa
La contraffazione alimentare è una seria minaccia all'economia europea, specialmente per i paesi con un alto numero di prodotti di marca come l'Italia o la Francia. Nel 2005, le dogane europee avevano sequestrato più di 75 milioni di falsi, tra cui alimenti, farmaci e altri, provenienti dal commercio via internet, oltretutto sono stati confiscati più di 5 milioni di frodi alimentari, incluse bevande e alcolici. L'allora commissario europeo per le tasse e le dogane Laszlo Kovacs aveva dichiarato che "un'ondata segreta di pericolose frodi è in agguato sul popolo in Europa".

#### Stati Uniti
La Food and Drug Administration degli Stati Uniti afferma che la gran diffusione di questo crimine rende difficile la sua prevenzione, oltre al fatto che la sicurezza alimentare non viene considerata una priorità. Con oltre 300 porti dai quali entra il 13% del cibo in America, la FDA è in grado di ispezionare soltanto il 2% di quelle derrate alimentari.

### Vino
In Cina, la frode dei vini è un settore crescente dell'industria delle bevande dove ai consumatori cinesi vengono vendute bottiglie di vino false: i contraffattori riempiono bottiglie vuote di famosi chateau con vini di bassa qualità. In Cina, il consumo di vino si è raddoppiato dal 2005, rendendo il paese il settimo mercato al mondo. I metodi utilizzati per ingannare i consumatori ingenui includono il fotocopiare le etichette o creare diversi nomi che ricordano quelli dei chateau. Alcune volte vengono impiegate le bottiglie originali nel quale viene aggiunto un vino diverso con una siringa.
Il problema è così diffuso in Cina, Stati Uniti ed Europa che la casa d'aste Christie's ha incominciato a rompere con un martello le bottiglie vuote per evitare il loro commercio nel mercato nero. Durante una vendita nel 2008, un enologo francese rimase "scioccato nello scoprire che 106 bottiglie su 107 erano false." Alcuni vinai sono oltretutto impossibilitati o esitanti nel combattere questa piaga per l'elevato costo delle cause legali, mentre altri, come i produttori alimentari, preferiscono evitare alcuna pubblicità riguardo ai falsi per evitare un danno d'immagine.
Il vino contraffatto può essere trovato anche in occidente, essendo un problema soprattutto per i collezionisti di vini pregiati o antichi: tra i più famosi esempi di contraffazioni vi è il caso di Hardy Rodenstock, coinvolto nella "Jefferson bottles", e di Rudy Kurniawan, citato in giudizio nel marzo del 2012 per il tentativo di vendita di falsi La Tâche del Romanée-Conti e Clos St. Denis di Ponsot. In entrambi i casi, le vittime di frodi sono stati collezionisti di vino, tra cui Bill Koch, che denunciò sia Rodenstock sia Kurniawan per avergli venduto vini falsi ad aste e in privato.

### Cosmetici
L'U.S. Customers and Border Protection afferma che l'industria cosmetica perde annualmente 75 milioni di dollari a causa delle numerose contraffazioni negli Stati Uniti. Oltre al danno economico, i marchi di cosmetica subiscono un danno d'immagine quando i clienti subiscono degli effetti collaterali data la natura non salutare dei falsi, come infezioni agli occhi o reazioni allergiche. Uno dei maggiori rischi per i consumatori è quello di comprare cosmetici falsi su piattaforme online di terze parti.

### Sigarette
Le sigarette illecite rappresentano un esempio della sfaccettata minaccia della contraffazione che porta centinaia di milioni di dollari all'anno a organizzazioni come Hamas, Hezbollah, al-Qaida, Jihad Islamico palestinese e il PKK. Le sigarette contraffatte costano ai legittimi produttori in tutti i paesi miliardi di perdite mentre viene rifilato a un pubblico ingenuo un prodotto che potrebbe contenere sostanze tossiche come feci, asbesto o mosche morte.
Il danno provocato da questo insieme di contaminanti è al di sopra di qualsiasi rischio associato ai normali prodotti commerciali a base di tabacco. Il commercio di sigarette illegali in Turchia, per un numero di 16,2 miliardi di unità vendute all'anno, è stato classificato dal primo ministro Erdoğan come "più pericoloso del terrorismo".

### Attrezzature militari
Secondo un rapporto del Senate Armed Services committee americano del 2012 e ripreso da ABC News, "parti elettroniche contraffatte provenienti dalla Cina stanno 'inondando' nei sistemi militari critici degli Stati Uniti, inclusi gli elicotteri per le operazioni speciali e gli aerei di pattuglia, e stanno mettendo a rischio le truppe della nazione." Il rapporto evidenzia che le compagnie cinesi raccolgono gli scarti elettronici da altri paesi, rimuovono i marchi identificativi e dopo aver lavato e ripulito i pezzi, questi vengono rivenduti come nuovi – "una pratica che pone un serio rischio all'efficienza dei sistemi militari degli Stati Uniti".

### Pezzi di ricambio
Componentistica meccanica di autoveicoli e di aerei.

## Contrasto

### Europa
In Europa, la Francia aveva già espresso dei pareri forti contro i venditori e gli acquirenti, con sanzioni detentive fino a 3 anni e una multa di 300 000 euro. Sono attive anche delle organizzazioni non-profit a livello europeo come la European Anti-Counterfeiting Network, per contrastare il mercato mondiale del falso.

### Stati Uniti
Il 29 novembre del 2010, il dipartimento della Sicurezza Interna degli Stati Uniti d'America aveva sequestrato e chiuso 82 siti durante l'operazione per fermare il commercio online del falso in prossimità del "Cyber Monday", l'inizio della stagione festiva dello shopping in rete.  Il procuratore generale Eric Holder aveva annunciato che "sequestrando questi nomi di dominio, abbiamo impedito la vendita di migliaia di prodotti contraffatti e ridotto i guadagni di coloro che sfruttano l'ingenuità degli altri a proprio vantaggio.” I membri del Congresso proposero il PROTECT IP Act per bloccare l'accesso a siti internet stranieri che offrono merce falsa.
Durante una retata a New York nel 2007, la polizia federale aveva sequestrato merci contraffatte per un totale di 200 milioni di $ tra vestiti, scarpe e accessori dai più grandi anelli del contrabbando. Tra i marchi contraffatti vi erano Chanel, Nike, Burberry, Ralph Lauren e Baby Phat. I prodotti falsi sono "...una grande piaga per i marchi della moda e del lusso", e numerose azioni hanno tentato per vie legali di bloccare la vendita di queste contraffazioni provenienti dalla Cina.
Tra il 2010 e il 2012, l'organizzazione internazionale Oceana ha studiato più di 1 200 campioni di prodotti ittici provenienti da diversi rivenditori a livello nazionale, e le loro indagini hanno dimostrato che il 33% di questi campioni era etichettato nel modo sbagliato, con una percentuale dell'87% dei casi costituita dagli Snapper – seguita dal tonno con il 57%. Un altro tipo di frode ittica è quella di manipolare il peso del pesce mettendolo in quantità di ghiaccio eccessive o immergendolo in additivi.
Nell'ottobre del 2011, venne proposto il disegno di legge dello Stop Online Piracy Act (SOPA) che se fosse stato approvato, avrebbe dato maggiori poteri al governo americano e ai detentori di copyright di combattere il traffico online di proprietà intellettuali protette e di merci contraffatte, oltre che a permettere al dipartimento di giustizia di intentare cause contro i siti accusati di aver violato o facilitato la violazione di un copyright. Gli oppositori di questo disegno sostengono che avrebbe cambiato la natura di Internet attraverso una censura selettiva e limitando la libertà di parola. Riguardo alla proposta di legge, l'amministrazione Obama aveva affermato che "l'importante missione di protezione della proprietà intellettuale online non deve minacciare un internet aperto e innovativo." 
Alla fine, la legge è stata ritirata dal suo autore, il repubblicano Lamar Smith.

### Nel mondo
Il primo ottobre 2011, i governi di otto paesi tra cui Giappone e Stati Uniti firmarono l'Accordo commerciale anticontraffazione, disegnato per aiutare a proteggere i diritti della proprietà intellettuale soprattutto da costosi furti di marchi registrati. L'accordo venne sottoscritto l'anno successivo alle negoziazioni tra 11 stati: Australia, Canada, Unione europea, Giappone, Corea del Sud, Messico, Marocco, Nuova Zelanda, Singapore, Svizzera e USA. A oggi, l'UE, il Messico, la Svizzera e la Cina non ancora ratificato l'accordo e a causa di ciò, i critici hanno valutato l'accordo come non efficace.
In Cina la contraffazione è così radicata che la chiusura dei negozi di merce falsa causano proteste pubbliche dove le autorità vengono derise come "le marionette borghesi degli stranieri".
Paesi come la Nigeria contrastano le infrazioni del marchio a livello nazionale ma le pene sono ridotte dalle tangenti e dalle prospettive di guadagno per i contraffattori: "Conoscendo la gravità di questo crimine, addirittura peggiore di una rapina a mano armata, la pena è come uno schiaffo sul palmo e la più ridicola tra queste è una multa di 50 000 naira (circa 307 $). Qualunque imputato pagherebbe volentieri una multa del genere per poi tornare in affari il giorno dopo."

### Leggi sui diritti umani
I prodotti contraffatti sono spesso realizzati violando i diritti umani fondamentali e con lo sfruttamento di minori, dato che in molti casi vengono realizzati in laboratori clandestini dove vige la schiavitù.. Secondo un'organizzazione, esistono almeno 3 000 laboratori illegali a nella città e nella periferia di Buenos Aires in Argentina. L'autrice Dana Thomas descrive le condizioni che ha osservato in altri laboratori del paese, notando che i lavoratori bambini sono spesso contrabbandati nei paesi e venduti:
(Thomas, Dana. Deluxe: How Luxury Lost Its Luster, Penguin (2007) p. 288)
 Il giudice della Corte suprema di giustizia americana Sonia Sotomayor, che ha provato a perseguire i contraffattori, ha fatto notare che le grandi industrie hanno subito la perdita di migliaia di lavoratori a causa dello sfruttamento minorile nei laboratori clandestini a New York e in Asia. Spesso producono merce pericolosa, come parti di automobili false o giocattoli, utilizzando materiali tossici e molto fragili.
I profitti spesso arrivano a gruppi terroristici, cartelli della droga, trafficanti di migranti e gruppi malavitosi. L'FBI ha trovato delle prove che confermano che una parte dei finanziamenti usati per compiere l'attentato al World Trade Center del 1993 provengono dalla vendita di T-shirt false, e la stessa cosa è stata scoperta per altre attività della criminalità organizzata. Secondo Bruce Foucart, direttore del National Intellectual Property Coordination Centre, le vendite dei prodotti contraffatti è andata a finanziare l'attentato alla sede di Charlie Hebdo del 2016 a Parigi che causò 12 morti e una dozzina di feriti. Le vendite di CD piratati sono state ricondotte al finanziamento dell'attentato di Madrid del 2004, e l'agenzia di investigazione privata Carratu collega i ricavi della contraffazione ai gruppi di Hezbollah, Al Qaida, alla Yakuza, l'ETA, e alla mafia russa.
Il giro di vite sui prodotti contraffatti non è soltanto diventata una questione di diritti umani ma soprattutto un problema di sicurezza nazionale e internazionale in molti stati. L'FBI ha definito la contraffazione come "il crimine del XXI secolo".

### Siti di shopping online
I più importanti siti internet di shopping come Amazon, eBay e Alibaba consentono di segnalare i prodotti contraffatti: l'utente segnalatore deve dimostrare che possiede la proprietà intellettuale presente sul prodotto. Il sito aprirà poi un'indagine interna e se la segnalazione risulta vera, provvede alla rimozione dell'annuncio.

Uno spambot di Instagram che si mostra come un profilo ufficiale di Louis Vuitton, vendendo articoli di lusso contraffatti.

Uno spambot di Instagram che mostra le parole chiave del profilo.

Uno spambot di Instagram mostra i venditori che hanno aggiunto le loro informazioni di contatto sulle immagini pubblicate.

Un sito russo specializzato nella vendita di borse Chanel a prezzi ridotti.

### Piattaforme social
Inoltre, i negozi online e il crescente numero degli acquisti su internet dei beni di lusso e di consumo hanno portato a grandi opportunità ma anche a maggiori rischi. Il governo inglese ha pubblicato uno studio, Social Media and Luxury Goods Counterfeit, secondo il quale un quinto di tutti gli oggetti taggati con marchi di lusso su Instagram sono falsi, con un 20% dei post pubblicati da profili situati in Cina, Russia, Malaysia, Indonesia e Ucraina.
Nel 2016, in un periodo di 3 anni, Instagram ha identificato 20 892 profili falsi che vendevano prodotti contraffatti, pubblicando complessivamente 14,5 milioni di post, 146 958 nuove immagini e ottenendo 687 817 nuovi followers, con Chanel (13,90%), Prada (9,69%) e Louis Vuitton (8,51%) tra i maggiori marchi copiati, secondo lo studio del Washington Post.
I social media e le applicazioni per smartphone sono diventati delle piattaforme ideali per transazioni e commerci: i contraffattori potrebbero quindi creare dei profili falsi su Instagram, Twitter e Facebook e caricare i loro prodotti falsi o illeciti attraverso degli avvisi sponsorizzati e degli accordi. Il consumatore può facilmente contattare i venditori e comprare ingenuamente beni contraffatti, attraverso la posta elettronica, WhatsApp, WeChat, e pagare con carta di credito o PayPal. Anche se i gruppi di controllo e i singoli guardiani stanno cercando di craccare e chiudere i profili incriminati, i contraffattori continuano a essere operativi 24 ore su 24 con avanzati sistemi di algoritmi, intelligenza artificiale e spambots, e anche utilizzando tattiche che permettono la creazione automatica di profili, evitando la detenzione e violando le leggi fiscali e doganali. Le aziende, le piattaforme tecnologiche, i governi e i consumatori dovrebbero collaborare tra loro e attuare una strategia comprensiva per combattere il sistema sfaccettato che permette il commercio internazionale della contraffazione.
Alla fine, solo i rappresentanti di Regno Unito, Scozia e Irlanda hanno avuto l'iniziativa di usare leggi penali e ricorsi contro i criminali per contrastare la contraffazione e difendere la privacy. Questo problema necessita ancora di importanti sforzi nel migliorare le politiche sulla contraffazione in rete, di seguito vi sono alcune soluzioni emergenti suggerite dal World Trademark Review:
- Sorveglianza sui social media: nuovi filtri e lo schieramento di ulteriori risorse; impegnarsi in una condivisione aperta delle informazioni; e promuovere una maggiore consapevolezza nelle campagne pubbliche
- Continue misure di rinforzo: azioni contro i siti fraudolenti; aggiornamenti alle dogane e cooperazione con le forze dell'ordine; blocco della merce contraffatta alla fonte
- Rinforzo del servizio postale: impiego di nuovi strumenti d'indagine per pacchi postali e spedizioni

## Sistemi anti-contraffazione
L'imballaggio può essere studiato per aiutare a ridurre i rischi di furti e rivendita dei prodotti: alcuni imballaggi per esempio sono più resistenti alle manomissioni e molti possiedono dei sigilli che identificano un'eventuale forzatura. I beni di consumo contraffatti, le vendite non autorizzate, la sostituzione di materiale e le manomissioni possono essere tutte ridotte con tecnologie che includono sigilli di autenticazione e stampe di sicurezza per indicare che l'imballaggio e il contenuto non sono contraffatti (anche questi sistemi però sono stati falsificati). Gli imballaggi possono includere dispositivi anti-furto come sacche di inchiostro, sistemi RFID o etichette antitaccheggio che possono essere attivati o individuati da dispositivi all'uscita e che richiedono degli strumenti speciali per essere disattivati. Tra le altre tecnologie anti-contraffazione che possono essere usate per gli imballaggi sono inclusi:
- Codici a barre tracciabili
- Segni o pellicole realizzati con inchiostri che cambiano colore
- Tracciamento con DNA di geni inseriti nelle etichette
- Micro-particelle criptate in posizioni imprevedibili non visibili all'occhio umano
- Marcatori forensi
- Stampe olografiche su sigilli, fogli o etichette controllate al momento della vendita come una verifica visiva.
- Micro-stampa utilizzata spesso sulle valute come secondo livello di autenticazione
- Tagging e autenticazione NFC
- Indizi visibili o nascosti
- Codici QR
- Pigmenti e inchiostri di sicurezza visibili soltanto sotto l'ultravioletto e non alla normale luce
- Codici a barre serializzati
- Punti stampati direttamente sulla superficie del prodotto che creano un rilievo per evidenziare delle caratteristiche specifiche del design
- Sigilli o pellicole anti-manomissione distruggibili o verificabili graficamente al momento della vendita
- Sistemi track and trace che usano codici per collegare i prodotti al database di un sistema di tracciamento
- Indicatori ad acqua

Con l'aumentare delle tecniche di sofisticazione, aumenta il bisogno da parte di designer e tecnici di sviluppare soluzioni ancora più creative per distinguere i prodotti genuini dalle frodi, incorporando aspetti identificativi unici e meno ovvi nella progettazione dei beni. Una delle tecniche più impressionanti utilizza l'anisotropia ottica di determinati polimeri. Gli ingegneri hanno sviluppato specifici marcatori e modelli che possono essere incorporati all'interno dei prodotti tessili e sono individuabili solo tramite la luce polarizzata. Simile ai metodi implementati nella produzione delle valute, vengono utilizzati dei ricami e inchiostri invisibili per creare degli stili unici all'interno delle ondulazioni dei tessuti che non possono essere replicati dai contraffattori, dato che le aziende e i produttori originali utilizzano un insieme unico di fibre, nastri anisotropici e tinture a base di polimeri.